# Thein Sein
Thein Sein (Kyonku, 14 giugno 1945) è un generale e politico birmano, Presidente del Myanmar dal 2011 al 2016 e ufficiale in congedo dell'esercito birmano.

## Carriera militare
Thein Sein nacque a Kyonku, un piccolo villaggio che ora si trova all'interno della municipalità di Ngapudaw, sul delta dell'Irrawaddy. Nel 1968 si graduò presso l'Accademia dei Servizi di Difesa e venne inquadrato nei servizi, diventando un burocrate piuttosto che un soldato di combattimento.
Nel 1988 servì come maggiore presso la 55ª Divisione di fanteria leggera nella regione di Sagaing e, successivamente, come comandante dell'89º battaglione di fanteria presso Kalay, sempre nella medesima regione. L'anno seguente studiò presso il Collegio dello Stato Maggiore Generale di Kalaw, nello Shan.
Nel 1991 tornò a Rangun, dopo essere stato promosso al grado di colonnello ed essere entrato col rango di ufficiale di primo grado dello stato maggiore generale presso il Ministero della Guerra. Poco dopo fu promosso al grado di generale di brigata, rimanendo in servizio presso il Ministero.
Nel 1995 fu nominato comandante della Divisione militare del IV Comando Operazioni presso Hmawbi. Un anno dopo, nel 1996, fu trasferito ai vertici del nuovo Comando Militare Regionale del triangolo di Kyaingtong, nello Shan, servendo ivi per quattro anni (1997-2001). Durante l'espletamento di questo incarico venne considerato vicino ai signori della droga, che comandavano l'Armata Unita dello Stato di Wa e la milizia Lahu.
Il 29 aprile 2010 rassegnò le dimissioni dall'esercito, insieme ad altri 22 ufficiali, per guidare da civile il Partito dell'Unione per la Solidarietà e lo Sviluppo (braccio politico della giunta militare).

## Carriera politica
Il 4 febbraio 2011 è stato eletto Capo di Stato, dal nuovo parlamento. In precedenza ha ricoperto le funzioni di primo ministro dal 18 maggio 2007, quando la giunta militare al potere gli ha delegato i poteri precedentemente attribuiti al generale Soe Win, malato di leucemia e deceduto il 12 ottobre 2007, data dalla quale ha ricevuto i pieni poteri.
Fin dal 1997 Thein Shein fa parte dello Consiglio di Stato per la Pace e lo Sviluppo, l'organismo con cui il regime governa il Paese dal 1990; del CSPS è stato anche secondo segretario dal 1997 al 2004 e primo segretario dal 2004 fino al 24 ottobre 2007. Alle elezioni birmane del 2010 ha guidato la campagna elettorale del Partito dell'Unione per la Solidarietà e lo Sviluppo, braccio politico del CSPS.
Viene attualmente considerato il numero quattro per importanza tra i generali della giunta e presiede la Commissione Organizzativa della Convenzione Nazionale, struttura che - almeno ufficialmente - è stata creata dal regime per condurre una graduale transizione verso la democrazia; ciò nonostante, da essa è sempre stata esclusa la Lega Nazionale per la Democrazia, partito di Aung San Suu Kyi che vinse le elezioni del 1988 e che, a causa di un Colpo di Stato, fu successivamente privato del diritto a governare.